# Muthaiga Country Club
Le Muthaiga Country Club est un country club situé à Muthaiga, quartier aisé de Nairobi au Kenya.
Il est inauguré le soir du réveillon en 1913, et devient rapidement le lieu de ralliement des colons britannique en Afrique orientale britannique, qui deviendra en 1920, la colonie et protectorat du Kenya.
L'un des fondateurs est Reginald Berkeley Cole (1882-1925), un aristocrate anglo-irlandais d'Ulster. C'est le fils de Lowry Cole, 4e comte d'Enniskillen et le frère de Galbraith Lowry Egerton Cole. Berkeley Cole est le beau-frère de Hugh Cholmondeley, 3e baron Delamere, époux de sa sœur et meneur de la communauté blanche du Kenya.
Caroline Elkins décrit le club comme ayant, durant la période coloniale, la réputation d'être le « Moulin-Rouge de l'Afrique », où les élites « buvaient du champagne et du pink gin au petit déjeuner, jouaient aux cartes, dansaient toute la nuit et se réveillaient généralement avec le conjoint de quelqu'un d'autre le matin. »
Selon Ulf Aschan, « le club avait une règle, toujours en vigueur aujourd'hui, selon laquelle un membre a le droit d'endommager tout bien tant qu'il paie le double de sa valeur. »
De nos jours, le club est toujours fréquenté par la haute société kényane. Outre son activité d'abriter des rencontres sociales, il offre des possibilités de logement.

## Dans la culture
Le Muthaiga Country Club apparaît dans les mémoires de Beryl Markham (aviatrice kényane), À l'ouest avec la nuit (1942). L'auteure le décrit ainsi : « Na Kupa Hati M'zuri (Je vous souhaite bonne chance) était, à mon époque, gravé dans la pierre de sa grande cheminée. Son vaste salon, son bar, sa salle à manger […] étaient les pièces dans lesquelles les gens qui ont fait l'Afrique que je connaissais dansaient, parlaient et riaient, heure après heure. »
Il est présent dans Out of Africa de Sidney Pollack où il constitue le point de ralliement de la bonne société britannique. 
Il apparaît aussi dans l'ouvrage posthume d'Ernest Hemingway, Îles à la dérive (1970) à l'occasion d'évènements qui se déroulent durant la Seconde Guerre mondiale.
L'écrivain Evelyn Waugh le met en scène dans son ouvrage de 1931, Remote People, un journal de voyage. Alors que Waugh n'était pas arrivé à trouver un logement à Nairobi, il découvre à son arrivée qu'il est devenu membre temporaire du Muthaiga Country Club, le secrétaire du club, averti de son arrivée, l'ayant inscrit.